# Jeroboam-Gletscher
Der Jeroboam-Gletscher ist ein Gletscher nahe der Oskar-II.-Küste des Grahamlands auf der Antarktischen Halbinsel. Er fließt in südwestlicher Richtung zum Starbuck-Gletscher, den er unmittelbar östlich des Gabriel Peak erreicht.
Das UK Antarctic Place-Names Committee benannte den Gletscher 1977 nach dem Walfänger Jeroboam in Herman Melvilles 1851 veröffentlichtem Roman Moby-Dick.